# Uboczka

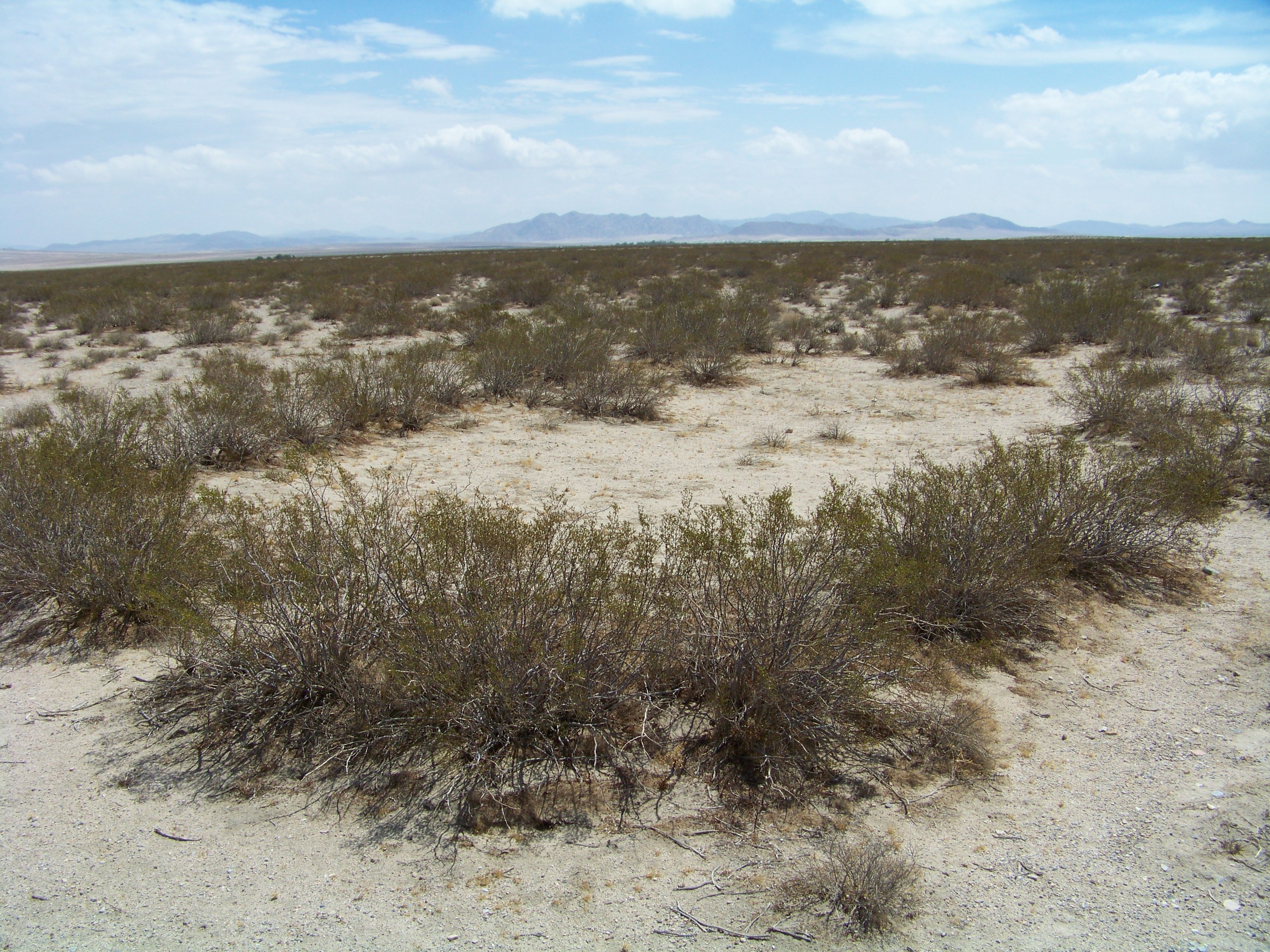
Okaz Larrea tridentata zwany „King Clone“ na pustyni Mojave

Uboczka (Larrea Cav.) – rodzaj roślin z rodziny parolistowatych (Zygophyllaceae). Obejmuje 5–6 gatunków. Jeden z nich – L. tridentata – rośnie na pustyniach w południowo-zachodniej części Stanów Zjednoczonych i w północnym Meksyku. Pozostałe gatunki rosną na pustynnych terenach w Ameryce Południowej (od Peru na północy po Chile i Argentynę na południu). Rośliny te są w obszarach swego występowania dominantami na rozległych obszarach zajmowanych przez suche zarośla. Jedyny gatunek północnoamerykański trafił na ten kontynent między 0,5 a ponad 8 milionami lat temu (jest na tyle podobny do południowoamerykańskiego gatunku L. divaricata, że rozważano uznanie go za jego podgatunek). Niektóre krzewy L. tridentata rozrastając się wegetatywnie tworzą koliste zarośla. Przy uwzględnieniu średniego tempa przyrostów i rozmiarów takich kręgów wiek najstarszych okazów szacowany jest na 11,7 tysięcy lat. 
Żywica z pędów L. tridentata ma silnie antyseptyczne właściwości, jednak jej intensywne stosowanie prowadzi do uszkodzeń wątroby. Pąki tego gatunku są jadalne i bywają spożywane jako substytut kaparów.
Nazwa naukowa rodzaju upamiętnia katolickiego biskupa Valladolid Juana Antonio Pérez Hernándeza de Larrea (1730–1803).

## Morfologia
PokrójSilnie rozgałęzione, aromatyczne krzewy, o pędach pokładających się do prosto wzniesionych; osiągające od 1 do 4 m wysokości, rzadko do 7 m. Pędy w węzłach są zgrubiałe, za młodu owłosione i nieco czworokanciaste, z wiekiem łysiejące i obłe.
LiścieZimozielone, naprzeciwległe. Przylistki od wewnątrz ogruczolone. Blaszka liściowa składa się z dwóch listków, rzadziej liście są nieparzysto pierzasto złożone (wówczas listków jest do 17). Listki są siedzące i nierzadko zrośnięte nasadami, tak że wyglądają jak pojedyncze liście rozdzielone wcięciem na dwie klapki. Blaszka lancetowata do jajowatej.
KwiatyPojawiają się po opadach deszczu, rozwijając się pojedynczo w kątach liści. Działki kielicha w liczbie 5, od spodu owłosione. Płatki korony żółte, u nasady zwężone w paznokieć. Dysk miodnikowy niewielki, 5-dzielny. Pręcików 10. Zalążnia kulista, zwykle 5-komorowa, z 5 do 9 zalążkami w każdej z komór. Szyjka słupka pojedyncza.
OwoceOwłosione, kulistawe torebki rozpadające się na 5 części zawierających pojedyncze nasiono.

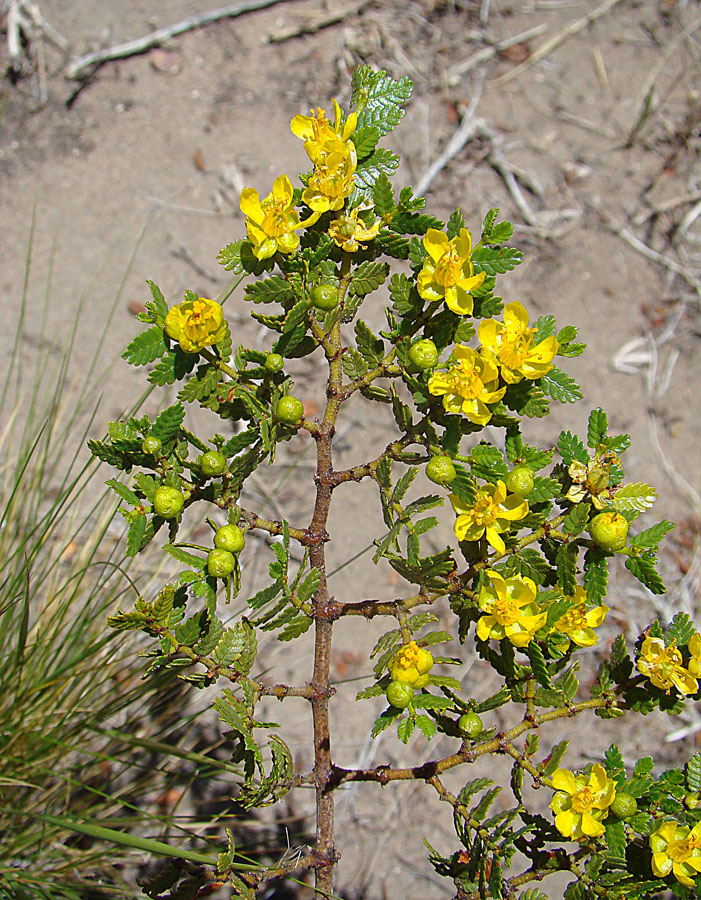
Larrea nitida
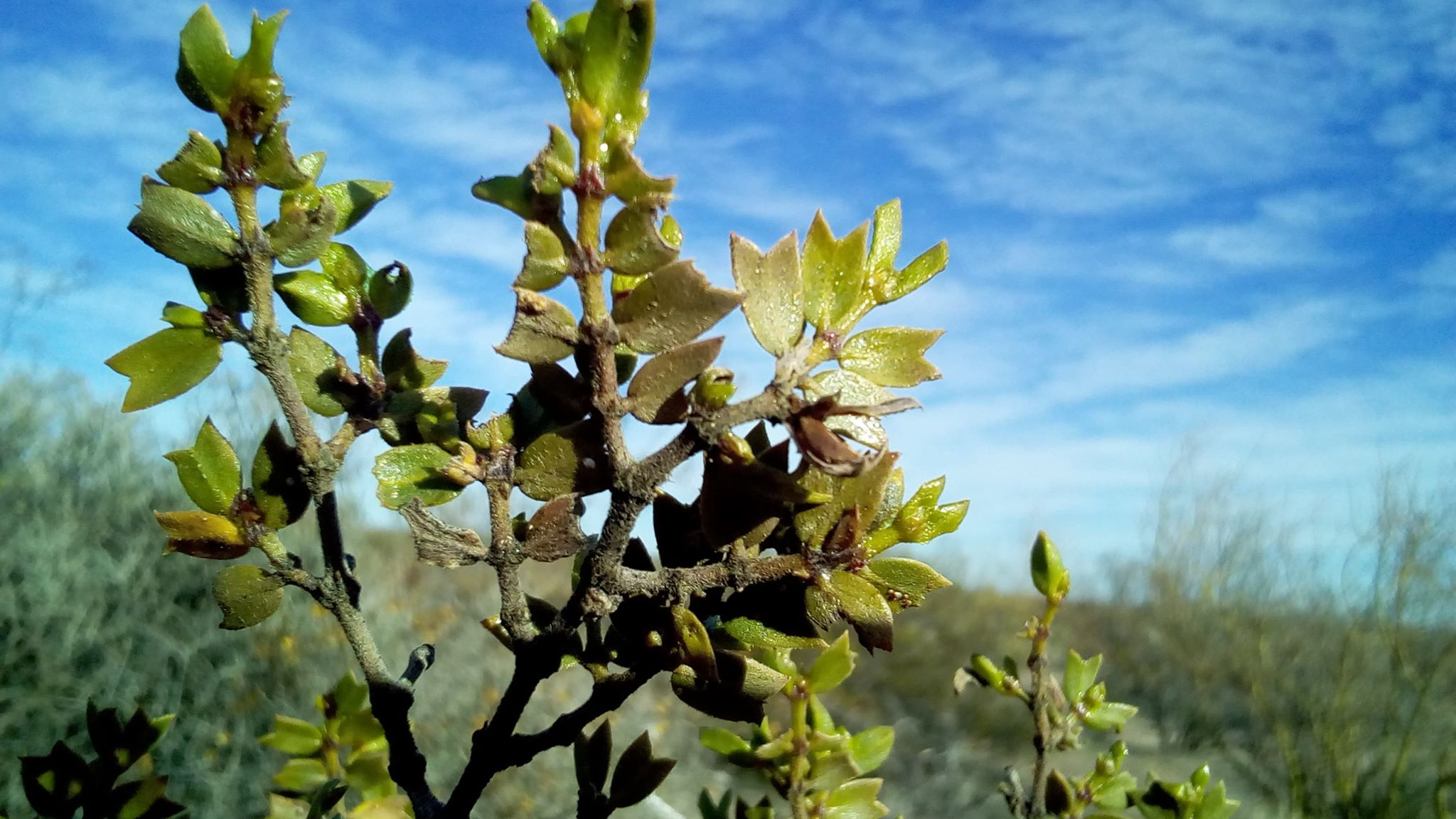
Larrea cuneifolia
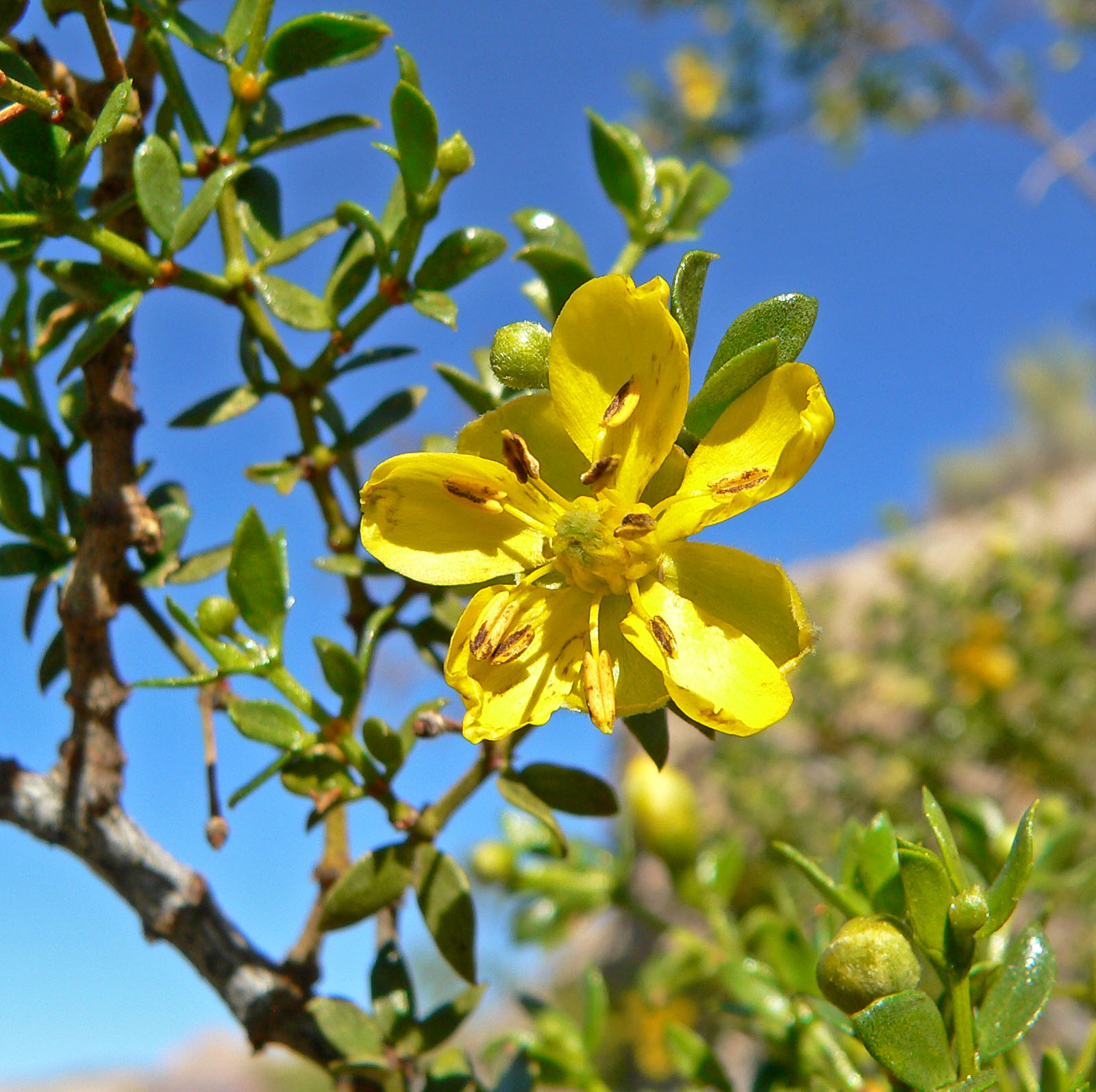
Larrea tridentata

## Systematyka
Rodzaj klasyfikowany jest w obrębie rodziny parolistowatych (Zygophyllaceae) do podrodziny Larreoideae (do blisko spokrewnionych należą rodzaje: gwajakowiec Guaiacum, Bulnesia i Porlieria.
Wykaz gatunków
- Larrea cuneifolia Cav.
- Larrea divaricata Cav.
- Larrea glutinosa Engelm.
- Larrea mexicana Moric.
- Larrea nitida Cav.
- Larrea tridentata (Sessé & Moc. ex DC.) Coville